# لوئیس ولپورت
{{Infobox scientist|name=لوئیس ولپرت|alma_mater=[[دانشگاه دانشگاه ویتواترسرند]]
امپریال کالج لندن
دانشگاه کینگز لندن|website=www.ucl.ac.uk/cdb/research/wolpert|signature_alt=|signature=|awards=ویکتور هامبورگر for education – American Soc.Dev.Biol.
جایزه مایکل فارادی (۲۰۰۰)
مدال پادشاهی (۲۰۱۸)|children=دانیل مارک ولپورت|spouse=|known_for=مفهوم ارزش موقعیتی در توسعه بیولوژیکی|education=دانشگاه ویتواترسرند، دانشگاه کینگز لندن|image=Lewis Wolpert.jpg|nationality=بریتانیایی|birth_place=آفریقای جنوبی|birth_date=۱۹ اکتبر ۱۹۲۹ ‏(۹۵ سال)|birth_name=|caption=|alt=ولپرت پشت میکروفون نشسته‌است|image_size=|footnotes=}}
لوئیس ولپورت CBE FRS FRSL FMedSci (زاده ۱۹ اکتبر ۱۹۲۹) زیست‌شناس، نویسنده انگلیسی در آفریقای جنوبی است. ولپورت بخاطر کار خود بر روی اطلاعات موقعیت‌یابی داخل سلولی که رشد سلولی را راهنمایی می‌کند، شناخته می‌شود. علاوه بر این، وی چندین کتاب علمی مشهور منتشر کرده‌است.

## زندگی
ولپورت در خانواده‌ای یهودی آفریقایی جنوبی با منشأ یهودیان لیتوانی بدنیا آمد. وی در دانشگاه دانشگاه ویتواترسرند (BSc)، در امپریال کالج لندن و در دانشگاه کینگز لندن (دکترا) تحصیل کرد. تا تاریخ ۲۰۱۰ وی دارای سمت استاد برجسته زیست‌شناسی است که در پزشکی در گروه کالبدشناسی و زیست‌شناسی رشد و نمو در کالج دانشگاهی لندن اعمال می‌شود.

## آثار
ولپورت در کتاب شش کار ناممکن پیش از صبحانه پیشنهادی مطرح می‌کند که می‌توان آن را تعمیم بیخردی سازنده شمرد. مدعای او این است که «اعتقاد بیخردانهٔ قوی، یک محافظ قوی در مقابل بی‌ثباتی ذهن است: اگر بشر باورهای حافظ جان اش را حفظ نمی‌کرد، آن باورها در طی دوران فرگشت بشر سودی به حالش نمی‌داشتند؛ مثلاً اگر آدمی در حین ساختن ابزار یا هنگام شکار مدام نظرش را عوض کند، بسیار مضرّ است.» استدلال ولپرت حاکی از این است که دست کم برخی مواقع بهتر است که آدم به عقاید بیخردانه اش بچسبد تا اینکه دل دل کند، حتی اگر شواهد جدید را به تغییر عقیده سوق دهند. به راحتی می‌توان دید که «عاشق شدن» یک مورد خاص از این رویهٔ عام است، و همچنین به راحتی می‌توان دید که
«حفظ بیخردانه» ی باورها نمونهٔ دیگری از تمایلات روانشناختی مفید است.